# John Farrar (Musiker)
John Clifford Farrar (* 8. November 1946 in Melbourne, Victoria) ist ein australischer Musikproduzent, Songwriter, Arrangeur, Sänger und Gitarrist. Als Musiker ist Farrar ehemaliges Mitglied mehrerer Rock-’n’-Roll-Gruppen, darunter The Mustangs (1963–64), The Strangers (1964–70), Marvin, Welch & Farrar (1970–73) und The Shadows (1973–76). Im Jahr 1980 veröffentlichte er ein gleichnamiges Soloalbum. Als Songwriter und Produzent arbeitete er von 1971 bis 1989 mit Olivia Newton-John zusammen. Er war Mitproduzent des Soundtracks für den Film Grease (1978).

## Frühe Lebensjahre
John Clifford Farrar wuchs in Moonee Ponds, einem Vorort von Melbourne, auf. Er hat einen älteren Bruder, Reginald, und die Familie lebte in einem großen Haushalt mit Tanten und Onkeln. Farrars Mutter kaufte ihm eine Country-Musik-Gitarre, die er im Alter von zwölf Jahren zu spielen begann.

## Frühe Karriere
1961 begann er mit seinem älteren Bruder Reg in einer Band zu spielen, den Jaguars. Als er 15 Jahre alt war, zog die Familie ins nahe gelegene Niddrie um. 1963 schloss er sich den Mustangs an, zusammen mit Johnny Cooper (Gesang), Peter Ramis (Bass) und Billy (Schlagzeug). 1965 gründete er die Mustangs.

## The Strangers
Ende Januar 1964 trat er The Strangers bei und ersetzte den Gründungsgitarristen Laurie Arthur, wodurch die Gruppe einen weiteren Leadsänger bekam. Die anderen Mitglieder waren Peter Robinson an der Bassgitarre und als Leadsänger, Graeme Thompson am Schlagzeug und Fred Weiland an der Gitarre und als Backgroundsänger. Sie hatten sich 1961 als Instrumentalband in Glenroy gegründet und waren in der Melbourner Tanzszene aktiv. Im Juni 1964 veröffentlichte die Band ihre erste Single mit Gesang, „If You Gotta Make a Fool of Someone“, die im Juli die Top 30 der Melbourner Charts erreichte. Sie wurden zu einer beliebten Backing- und Sessionband.
Im August 1964 wurden The Strangers als Hausband für die ATV O Popmusiksendung The Go!! Show engagiert. Sowohl Farrars spätere Ehefrau Pat Carroll als auch seine enge Freundin Olivia Newton-John traten in The Go!! auf. Carroll und Newton-John bildeten das Gesangsduo „Pat and Olivia“ und tourten 1967 zum ersten Mal durch Großbritannien, unter anderem in der berüchtigten Raymond Revuebar in Soho.
Nach ihrer Rückkehr von einer Tournee in Australien konnte Carroll nicht mehr im Vereinigten Königreich arbeiten, da ihr Arbeitsvisum abgelaufen war, während Newton-John, die britische Staatsbürgerin war, wieder im Vereinigten Königreich arbeitete. Farrar ging mit Carroll aus und heiratete sie, und nach ihrer Heirat im Jahr 1970 hörte Carroll auf, sich um den Headliner-Status zu bemühen. Sie trat gelegentlich wieder im Duo mit Newton-John auf und arbeitete als Session-Sängerin für Farrar oder Newton-John. 1968 begleiteten The Strangers den australischen Teil einer Tournee der britischen Instrumentalgruppe The Shadows. Im Juni 1970 veröffentlichten The Strangers ihren erfolgreichsten Hit „Melanie Makes Me Smile“, der im August Platz 14 der Go-Set National Top 60 erreichte.
Farrar verließ The Strangers im Juli 1970.

## Marvin, Welch & Farrar/The Shadows
Im Juli 1970 zog Farrar mit Carroll nach Großbritannien, wo er eingeladen wurde, sich Marvin, Welch & Farrar anzuschließen, einer Gesangsgruppe mit zwei ehemaligen Mitgliedern von The Shadows, Hank Marvin und Bruce Welch. Zu dieser Zeit waren Newton-John und Welch bereits verlobt und Farrar und Welch wurden zwei ihrer Songwriter und Produzenten. Welch und Farrar waren Co-Produzenten von Newton-Johns Coverversion von Bob Dylans „If Not for You“ und dem gleichnamigen Album, das im November 1971 erschien.
Farrar arbeitete auch als Backing-Gitarrist und Sänger mit Cliff Richard zusammen. Marvin, Welch & Farrar veröffentlichten zwei Alben, das gleichnamige Marvin, Welch & Farrar und Second Opinion (sowohl im Quadrophonie- als auch im Stereoformat) 1971. 1973 erschien ein drittes Album, auf dem nur Marvin und Farrar zu hören waren. Bald darauf formierten sich die Shadows neu, und Farrar trat als zweiter Lead-Gitarrist und Sänger bei. 1975 vertrat die Gruppe Großbritannien beim Eurovision Song Contest mit „Let Me Be the One“. Bereits 1973 hatte Farrar als Begleitgitarrist und Sänger bei Richards Beitrag „Power to All Our Friends“ am gleichen Wettbewerb teilgenommen. Im folgenden Jahr unterstützte und produzierte er Newton-John bei ihrem Beitrag „Long Live Love“.
Von 1971 bis 1976 wirkten mehrere Mitglieder der Shadows als Studiomusiker an den ersten Alben Newton-Johns mit, die in den Abbey Road Studios in London aufgenommen wurden. Bis zur Mitte von Newton-Johns zweitem Album Olivia arbeiteten sie unter den Co-Produzenten Farrar und Welch. Danach wurde Farrar ihr Hauptproduzent. Er produzierte ihre Nummer-eins-Alben If You Love Me, Let Me Know (1974), Have You Never Been Mellow (1975) und Olivia’s Greatest Hits, Vol. 2 (1982). Farrar produzierte auch Newton-Johns erste amerikanische Nummer-eins-Hitsingle I Honestly Love You, die 1975 mit dem Grammy für die Platte des Jahres ausgezeichnet wurde. Seine letzte Produktion für Newton-John war 1989 ihr Album Warm and Tender.

## Andere Arbeiten
Im Jahr 1974 verwendete Farrar die Talkbox „SFX unit“ in dem Instrumentalstück „No, No, Nina“, lange vor Peter Framptons Single „Show Me the Way“ aus dem Jahr 1975, die das gleiche Gerät enthielt. Farrars Stück wurde jedoch von EMI bis 1997 zurückgehalten, als es auf dem CD-Album The Shadows at Abbey Road erschien, das größtenteils unveröffentlichtes Material enthält. Eine Gesangsversion von „No, No, Nina“ erschien auf dem Specs Appeal-Album als Eurovisions-Beitrag, wurde aber nur auf den sechsten Platz von sechs Beiträgen gewählt. Neben der Instrumentierung und dem Gesang arbeitete Farrar auch als Arrangeur für die Shadows-Alben Rockin' with Curly Leads, Specs Appeal, Tasty und Live at the Paris Olympia.
Farrars Arbeit mit Newton-John umfasste eine große stilistische Bandbreite, von „You’re the One That I Want“ (Duett mit John Travolta) bis zu „Physical“. Farrars größter Erfolg mit Newton-John als Autor und Produzent war die Verfilmung des Musicals Grease. 1977, während der Dreharbeiten, ersetzten die Produzenten einige Stücke von Jim Jacobs und Warren Casey aus der Originalpartitur und wünschten sich kommerziellere Songs, einschließlich einer Solonummer für Newton-John, woraufhin Farrar zwei eigene Songs schrieb und einreichte, „Hopelessly Devoted to You“ und „You're the One That I Want“. Beide wurden trotz starker Bedenken des Regisseurs Randal Kleiser, der der Meinung war, dass die Songs nicht zum Stil passten, angenommen und wurden zwei der erfolgreichsten Singles des Soundtracks, die 1978 internationale Nummer-eins-Hits wurden.
Im Juni 2004 erinnerte sich Farrar an das Schreiben der beiden Songs: „You're the One That I Want: Das Verrückte daran war, dass es der schnellste Song war, den ich je geschrieben habe. Es ging so schnell, die Melodie und das Gefühl. Hopelessly Devoted To You': Ich habe die längste Zeit damit verbracht, den Text für einen Song zu schreiben, den ich je geschrieben habe. Ich ging durch jeden Thesaurus und jedes Reimwörterbuch, das ich hatte, und versuchte, es richtig hinzukriegen“. Weitere Nummer-eins-Hits für Newton-John, die Farrar schrieb und produzierte, waren „Have You Never Been Mellow“ (1975), „Don't Stop Believin'“   und „Magic“ (1980). Farrar produzierte eine Seite des Xanadu-Soundtracks für den gleichnamigen Film von 1980, die andere Seite enthielt Stücke des Electric Light Orchestra und wurde von dessen Gitarrist und Sänger Jeff Lynne produziert. Im März 1981 wurde Farrar für den Song „Suspended in Time“ aus Xanadu für eine Goldene Himbeere als schlechtester Originalsong nominiert.
1995 arbeitete Farrar mit Newton-John und dem Texter Tim Rice an der Musik für Cliff Richards Musical Heathcliff, das auf dem Roman Sturmhöhe von Emily Brontë basiert. Farrar schrieb auch Songs für ein Musical, das auf dem Film April entdeckt die Männer aus dem Jahr 1959 basierte und im April 2012 auf unbestimmte Zeit verschoben wurde. Farrar betreibt das Moonee Ponds Studio in der Sweetwater Road in Malibu.

## Persönliches Leben
Farrar und Carroll sind die Eltern von Sam Farrar, Bassist bei Phantom Planet, und Max Farrar, Komponist und Musikproduzent. Seit April 2012 leben Farrar und Carroll in Malibu, Kalifornien.

## Diskografie
Als Songwriter
Mit Olivia Newton-John
- 1971 Round and Round
- 1972 My Old Man's Got a Gun
- 1972 I'm a Small and Lonely Light
- 1973 Maybe Then I'll Think of You
- 1973 Brotherly Love
- 1973 Music Makes My Day
- 1974 Home Ain't Home Anymore
- 1975 Have You Never Been Mellow
- 1975 It's So Easy
- 1975 Something Better to Do
- 1975 Sail into Tomorrow
- 1976 It'll Be Me (auch auf Farrars Soloalbum von 1980 enthalten)
- 1976 Small Talk and Pride
- 1976 Don't Stop Believin
- 1976 Sam
- 1976 Compassionate Man
- 1976 Love You Hold the Key (gemeinsam mit Olivia Newton-John geschrieben)
- 1977 Coolin' Down
- 1978 Hopelessly Devoted To You
- 1978 You're The One That I Want (mit John Travolta)
- 1978 A Little More Love
- 1978 Totally Hot
- 1978 Never Enough
- 1980 Magic
- 1980 Suddenly (mit Cliff Richard)
- 1980 Dancin
- 1980 Suspended in Time
- 1980 Whenever You're Away from Me
- 1980 Fool Country
- 1981 Make a Move on Me
- 1981 Landslide
- 1981 Stranger's Touch
- 1981 Falling (auch auf Farrars Soloalbum von 1980 enthalten)
- 1981 Recovery (auch auf Farrars Soloalbum von 1980 enthalten)
- 1982 Tied Up
- 1985 Queen of the Publication
- 1985 Emotional Tangle
- 1985 Overnight Observation
- 1985 You Were Great, How Was I?
- 1989 Warm and Tender
- 1990 What If
- 1990 So Strange
- 1995 Had to Be
- 1998 Closer to Me
- 1998 Under My Skin
- 2008 Reckless
- 2012 Weightless
- 2012 I Think You Might Like It

Als Produzent
Mit Olivia Newton-John
- 1971 If Not for You (koproduziert mit Bruce Welch)
- 1972 Olivia (koproduziert mit Welch)
- 1973 Let Me Be There (koproduziert mit Welch)
- 1974 Long Live Love (koproduziert mit Welch)
- 1974 If You Love Me, Let Me Know
- 1975 Have You Never Been Mellow
- 1975 Clearly Love
- 1976 Don't Stop Believin
- 1977 Making a Good Thing Better
- 1978 Grease
- 1978 Totally Hot
- 1978 Xanadu
- 1981 Physical
- 1981 Love Performance
- 1982 Olivia's Greatest Hits Vol. 2 (neue Titel)
- 1985 Soul Kiss
- 1989 Warm and Tender
- 1992 Back to Basics: The Essential Collection 1971–1992 (ein neuer Titel)
- 1998 Back with a Heart
- 2008 A Celebration in Song (ein Titel)
- 2012 This Christmas (ein Titel)

Andere Songwriting-/Produktionsleistungen
- 1969: Neil Sedaka – Workin' on a Groovy Thing (arranger)
- 1970: Normie Rowe – Hello
- 1973: Cilla Black – Thank Heavens I've Got You
- 1974: Pat Farrar – Curly Headed Rooster
- 1975: Cliff Richard – It's Only Me You've Left Behind
- 1976: The Osmonds – It'll Be Me
- 1977: Peter Doyle – Skin Deep
- 1978: John Travolta – Sandy
- 1978: Ian Mason – Nobody Takes Me Seriously
- 1978: The Moirs – "State of Shock"
- 1980: Karen Carpenter – Remember When Lovin' Took All Night
- 1982: Cher – I Paralyze (co-produced with David Wolpert)
- 1982: Tom Snow – I Think I Know Too Much
- 1983: Cliff Richard – Galadriel (Spirit of Starlight)
- 1987: Irene Cara – Carasmatic
- 1987: Jack Wagner – Don't Give Up Your Day Job
- 1995: Cliff Richard – Songs from Heathcliff